# Mr. Probz
Dennis Princewell Stehr (nacido el 15 de mayo de 1984), conocido por su nombre artístico Mr. Probz, es un cantante, compositor y productor discográfico neerlandés de ascendencia danesa y ghanesa. Es conocido por sus rapeos y coros en canciones en neerlandés e inglés. En 2013, lanzó el sencillo «Waves» y en 2014 obtuvo reconocimiento internacional con la versión remezclada por Robin Schulz. Es fundador del sello musical Left Lane, en el que participa en la composición, producción y lanzamiento discográfico.

## Biografía
Ingresó en la escena del hip hop a través de los grafitis y compuso letras sobre sus experiencias cotidianas como joven de barrio de zonas urbanas. En 2006 , interpretó el papel principal de Jimmy en Bolletjes Blues, la primera película de hip-hop holandesa. El 6 de agosto de 2010, recibió un balazo tras ser testigo de una pelea, pero seis meses después se había recuperado y volvía con un pequeño éxito, «Meisje luister», acompañado por Kleine Viezerik En ese mismo año fue nominado al premio BNN/State en la categoría al "Mejor artista". Unos años después, sufrió el incendio de su casa arrasando también con el estudio de grabación.
Ha trabajado con artistas de la talla de Alchemist, Joell Ortiz, Joe Budden, Scott Storch, Yukmouth, Grafh, Raekwon, Royce da 5'9", The Opposites y Giorgio Tuinfort, entre otros. Finalmente en 2013 lanzó su álbum de debut titulado The Treatment, distribuido de forma gratuita a través de su SoundCloud. En noviembre de ese mismo año lanzó el sencillo «Waves» y en febrero de 2014 fue relanzado basado en la versión remezclada por el productor alemán Robin Schulz, la cual ayudó a incrementar su popularidad liderando varias listas europeas, incluyendo Alemania y el Reino Unido. En septiembre de 2014 lanzó el sencillo «Nothing Really Matters», una balada del género rhythm and blues que encabezó la lista de los Países Bajos. Colaboró con el DJ holandés Hardwell en la canción «Birds Fly» incluida en el álbum United We Are. En 2015 prestó sus voces para el sencillo «Another You» de Armin van Buuren incluido en su álbum Embrace el cual ingresó en varias listas de música dance.
En 2017, se estrenó un documental sobre su vida titulado Against the Stream, y fue lanzado a través de Red Bull TV y RTL5. En 2019 colabora junto al proyecto sueco Galantis y a Dolly Parton en el sencillo «Faith», el cual se convirtió en un éxito en las listas de música dance de Billboard.
En 2020, Probz y su sello Left Lane Recordings demandaron a la compañía discográfica Sony Music y su subsidiaria Ultra Records por incumplir con el acuerdo de licencia y pagar regalías en el momento oportuno. En el procedimiento sumario, el tribunal falló a favor de Mr. Probz y su sello Left Lane Recordings. Según la sentencia, Sony Music incumplió sus obligaciones contractuales, lo que permitió a Mr. Probz recuperar el control de la explotación de su música. En 2022, Probz volvió a presentar procedimientos legales contra Sony Music, acusándolos de no calcular deliberadamente su recorte de cualquier ingreso "en la fuente" y de retener los archivos contables que sus contadores necesitan ver para auditar efectivamente el dinero que se le debe.

## Discografía

### Álbumes
En estudio
- 2013: The Treatment [Traumashop]

Extended plays
- 2017: Against the Stream [Left Lane]

### Sencillos
- 2007: «Tomorrow» (con Sonny Diablo)
- 2007: «I Can't Sleep Sometimes»
- 2008: «Lazy» (con Bishop Brigante)
- 2008: «Wise Old Man» (con Sonny Diablo)
- 2009: «My Old Self»
- 2009: «All Falls Down» (con Grafh & Sha Stimuli)
- 2010: «I Remain» (con Lil' Eto & DoGG )
- 2010: «Get My Props»
- 2010: «Drivin'»
- 2010: «Who Are You?»
- 2010: «Hate You»
- 2014: «Waves» (Robin Schulz Remix)
- 2014: «Nothing Really Matters»
- 2016: «Fine Ass Mess»
- 2017: «Till You’re Loved»
- 2017: «Tears Gone Bad»
- 2017: «Streets»
- 2017: «Gone» (con Anderson .Paak)
- 2018: «Space for Two»
- 2018: «Praying to a God»

### Colaboraciones
- 2006: «Welkom in ons leven» (Bolletjes Blues Cast feat. Negativ, Raymzter, Derenzo, Mr. Probz and Kimo)
- 2010: «Meisje luister» (Kleine Viezerik con Mr. Probz)
- 2013: «Sukkel voor de liefde» (The Opposites con Mr. Probz)
- 2014: «Twisted» (50 Cent con Mr. Probz)
- 2014: «Little Secrets» (Professor Green con Mr. Probz)
- 2015: «Birds Fly»  (Hardwell con Mr. Probz)
- 2015: «Nothing Really Matters» (Afrojack Remix by Mr Probz)
- 2015: «Another You» (Armin Van Buuren con Mr. Probz)
- 2018: «Niet Down» (Sevn Alias con Mr. Probz)
- 2019: «Faith» (Galantis & Dolly Parton con Mr. Probz)